# Dschumati

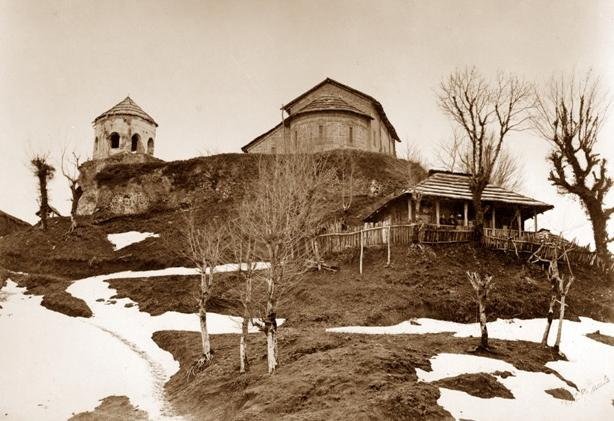
Dschumati-Kloster, 1877–1878

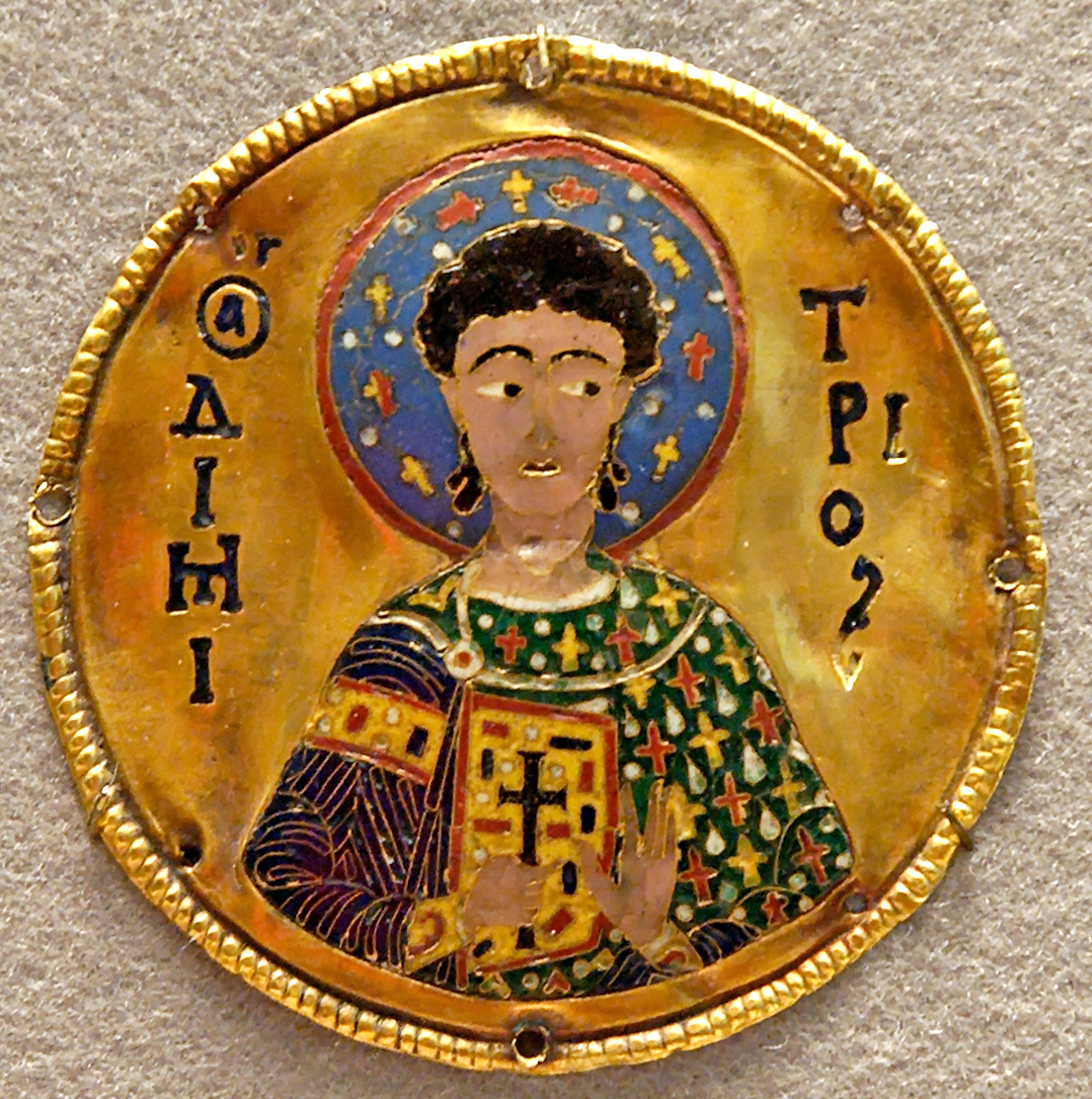
Die Medaille von Demetre der Selbstaufopferer. Früher im Dschumati-Kloster, heute im Louvre aufbewahrt.

Das Dschumati-Kloster (georgisch ჯუმათის მონასტერი) ist ein mittelalterliches georgisch-orthodoxes Kloster in Georgien, in der Region Gurien, in der Munizipalität Osurgeti. Es liegt im Dorf Dsiridschumati, im Supsa-Tal und ist 14 Kilometer entfernt von der Stadt Osurgeti. Früher war Dschumati das Zentrum der Diözese, heute gehört es aber zur Diözese Schemokmedi. 
Das Kloster besteht aus einer Kirche der Erzengel Michael und Gabriel, einem Glockenturm, Mauer und der anderen klösterlichen Gebäuden. Die Kirche ist eine Basilika. Die Bauzeit ist nicht bekannt. Der georgische Wissenschaftler Dimitri Bakradse meint, dass das Dschumati-Kloster früher als das Schemokmedi-Kloster gegründet und erbaut wurde. Die Freskomalerei stammt aus den 16. bis 18. Jahrhunderten. 1847 wurde die Kirche renoviert, 1904 wurde der Glockenturm errichtet. Er hat einen quadratischen Grundriss, sechs Fenster und wurde aus Stein gebaut. Heute ist er teilweise zerstört.
Das Dschumati-Kloster war nicht nur religiöses, sondern ein wichtiges kulturelles Zentrum von Gurien. Es war durch mehrere hier aufbewahrte Reliquien bekannt, wie besonders wertvolle Ikonen, historische Dokumenten und andere. Diese Reliquien und Dokumenten hatten oft säkulare Bedeutung. Im 20. Jahrhundert wurde das Dschumati-Kloster mehrmals beraubt. Schon 1924 war von den Reliquien fast keines mehr vorhanden. Besonders wichtig war eine goldene Ikone des heiligen Georgs. Sie stammte aus dem 11. oder 12. Jahrhundert und ging 1921 während eines Raubs verloren. Vorhanden sind nur zwei Fragmente, die heute in der Ermitage aufbewahrt werden.